# São Leão I (título cardinalício)
O título cardinalício de São Leão I foi instituido pelo Papa Paulo VI em 5 de fevereiro de 1965, pela constituição apostólica Romanorum Pontificum morem. A igreja titular deste título é San Leone I, no quartiere Prenestino-Labicano de Roma.

## Titulares protetores
- Lorenz Jäger (1965-1975)
- Roger Etchegaray (1979-1998)
- Karl Lehmann (2001-2018)
- Sergio Obeso Rivera (2018-2019)
- Cristóbal López Romero (2019- )